# Цао Цзінхуа
Цао Цзінхуа (Цао Лянья; 11 серпня 1897 Луши, Хенань, Цинський Китай — 8 вересня 1987, Пекін) — китайський перекладач і письменник.
Народився в селі Гуку повіту Луши провінції Хенань. Справжнє ім'я — Цао Лянья. Його батько, Цао Чжіфу, був учителем.
Після революції 1911 року зрізав косу та вступив до початкової повітової школи. Після скасування імперії, поїздом виїхав до Кайфена, де закінчив середню школу. У той час захопився читанням творів Пушкіна, Гоголя, Горького.
У 1920 році виїхав до Шанхаю, де познайомився в тому числі з Мао Дунем, Чжен Чжень-до, Цзян Гуанци. Там же вступив до Школи іноземних мов, організовану Соціалістичним союзом молоді, де почав вивчати російську мову. Брав активну участь в студентському русі, в тому числі в «русі 4 травня», був делегатом Студентського союзу провінції Хенань на з'їзді Всекитайського студентського союзу. Активно займався публіцистичною діяльністю, писав статті, спрямовані на підтримку докорінної перебудови суспільства на основі марксизму. У 1921 році був відправлений на навчання в Комуністичний університет трудящих Сходу в Москві. На цей час припадають перші переклади з російської — водевіль «Ведмідь» і п'єса «Три сестри» А. П. Чехова. У 1922 році повернувся в Китай, а в 1923 році вступив в Пекінський університет.
У 1926 році взяв участь в Північному поході як перекладач в штабі В. К. Блюхера. Після «перевороту 12 квітня», краху Уханьского уряду і поразки революції, в 1928 році виїхав через Шанхай по морю в Радянський Союз, де продовжив отримання освіти в Московському університеті Сунь Ятсена, а після цього викладав китайську мову в університеті східних мов в Ленінграді. У 1933 році повернувся в Китай.
Після капітуляції Японії, в 1946 році переїхав до Нанкіна на роботу в Китайсько-радянське культурне товариство. Після утворення КНР, у 1948 році став професором Пекінського університету, очоливши на наступні 30 років факультет російської мови та літератури.